# Pier Paolo Bianchi
Pier Paolo Bianchi (Rimini, 11 maart 1952) is een voormalig Italiaans motorcoureur en drievoudig wereldkampioen in de 125cc-klasse van het wereldkampioenschap wegrace.
In 2003 werd Pier Paolo Bianchi door president Carlo Azeglio Ciampi onderscheiden met de titel Commendatore dell'Ordine al Merito della Repubblica Italiana.

## Carrière
Pier Paolo Bianchi debuteerde in het wereldkampioenschap wegrace in het jaar 1973 als wildcardrijder bij de Grand Prix der Naties op Yamaha in de 125cc-klasse. Ook in het seizoen 1974 startte hij bij dit evenement, ditmaal op Minarelli, en behaalde een derde plaats.
In het seizoen 1975 ging Bianchi op Morbidelli als vaste coureur in de 125cc-klasse van start. Hij behaalde bij zeven races zes tweede plaatsen en werd achter zijn landgenoot Paolo Pileri vice-wereldkampioen. In het daarop volgende jaar, 1976, won de Italiaan met afstand de 125cc-wereldtitel. Met zeven overwinningen bij negen georganiseerde Grands Prix domineerde hij de concurrente en won met 23 punten voorsprong op Ángel Nieto het wereldkampioenschap.
In het seizoen 1977 herhaalde Pier Paolo Bianchi zijn succes nog overduidelijker. Bij tien races won hij er zeven en reed in totaal negen podiumplekken bij elkaar. Met 131 punten had hij aan het einde van het seizoen 26 punten voorsprong op zijn naaste concurrent Eugenio Lazzarini. Met het seizoen 1978 stapte Bianchi terug over op Minarelli en behaalde vier overwinningen, in het algemeen klassement werd hij derde. Het jaar daarop werd hij slechts tiende.
In 1980 startte Pier Paolo Bianchi op MBA en won zijn derde 125cc-wereldtitel. De jaren daarop kwam hij uit op motorfietsen van meerdere kleinere fabrikanten en kon zijn grote successen niet herhalen. In het seizoen 1985 stond Bianchi voor de deur van zijn vierde wereldtitel, maar kon op grond van verwondingen bij de laatste race in San Marino niet aan de start verschijnen en verloor de titelstrijd uiteindelijk van zijn landgenoot Fausto Gresini. 
Daarna kon Bianchi nog slechts een race winnen en beëindigde na het seizoen 1989 zijn carrière. In totaal reed Pier Paolo Bianchi 111 Grand-Prix-races meetellend voor het WK en won er daarvan 27.